# Kattrumpsbacken

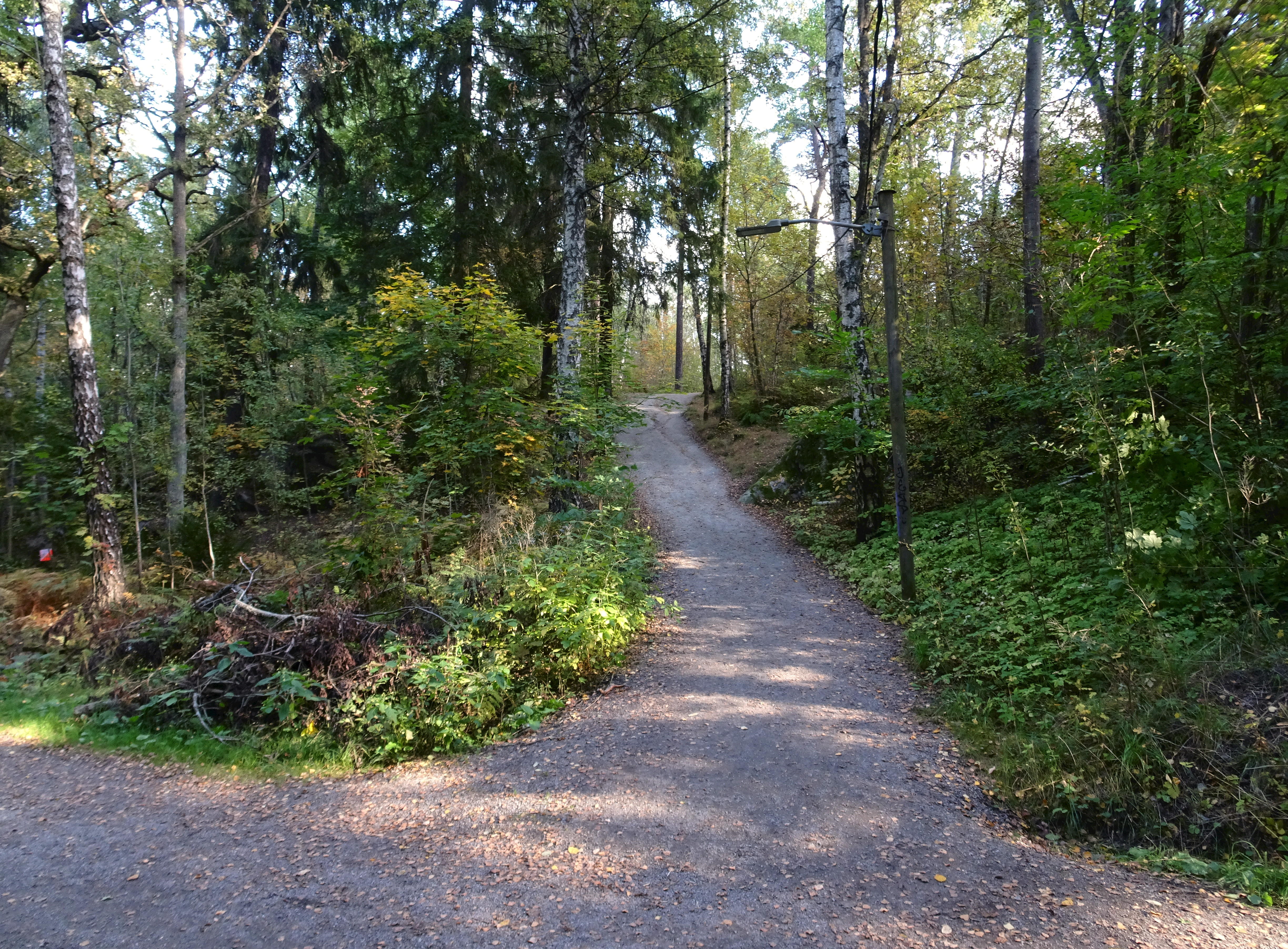
Kattrumpsbackens elljusspår, 2022.

Kattrumpsbacken kallas ett mindre berg på Norra Djurgården i nordöstra Stockholm. Backen ingår i Nationalstadsparken och på dess högsta punkt ligger Uggleviksreservoaren.

## Namnet

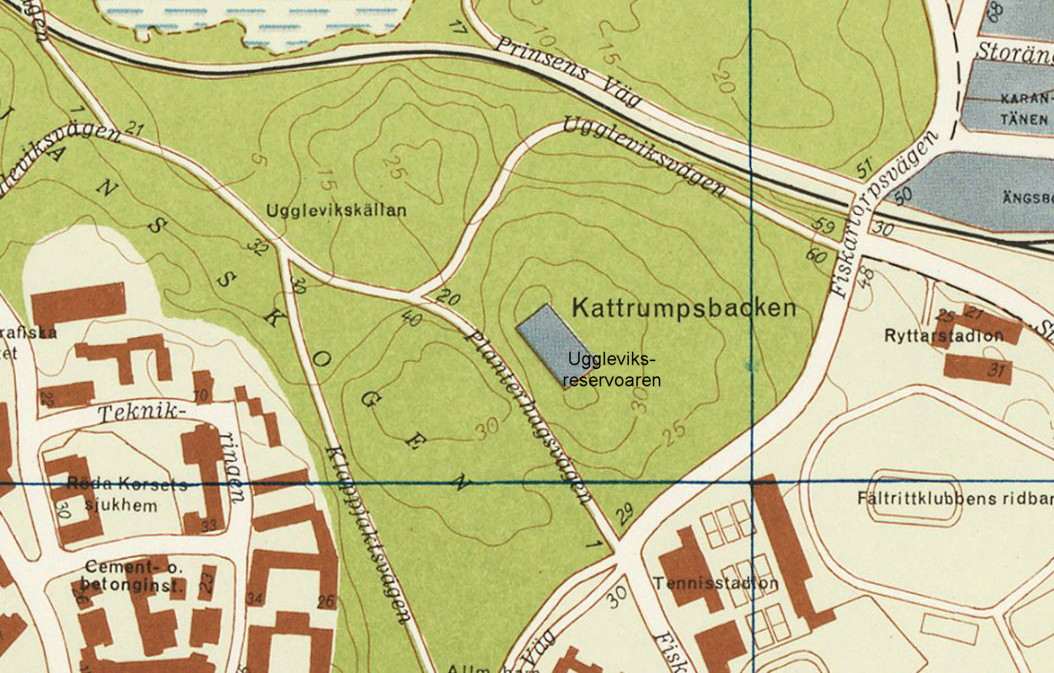
Kattrumpsbacken med omgivning 1971.

Det säregna namnet Kattrumpsbacken finns åtminstone sedan 1860-talet i Stockholms kartor. Var namnen kommer ifrån är oklart. Förleden ”kattrump” förekommer bland annat i Kattrumpstullen, som var ett äldre namn för Roslagstull. Enligt topografen Johan Elers går namnet tillbaka till Kattrumper-Sjön som var ett numera försvunnet vattendrag mellan Brunnsviken och Träsksjön. Den skilde Norrmalm från Ladugårdslandet och hade lång och krokig gång samt låg inte långt från nuvarande Kattrumpsbacken.
Namnet har dock inget att göra med kvarteret Kattrumpan som tillhör, tillsammans med flera andra ”kattkvarter” på Mariaberget, till de äldsta på Södermalm och är belagda sedan 1649 (se Kattrumpegränden och Kvarteret Kattfoten större).

## Beskrivning
Kattrumpsbacken är en del av Lill-Jansskogen och sträcker sig mellan Fiskartorpsvägen i sydost, Värtabanan i norr och KTH:s byggnader i sydväst. Högsta höjd ligger vid 37 meter över havet. Här uppfördes 1935 Uggleviksreservoaren, en funktionalistisk skapelse av arkitekten Paul Hedqvist. Under backen sträcker sig Norra länkens tunnlar och över den nordvästra delen leder Uggleviksvägen för gående och cyklister. Rakt över Kattrumpsbacken går ett elljusspår.

## Bilder

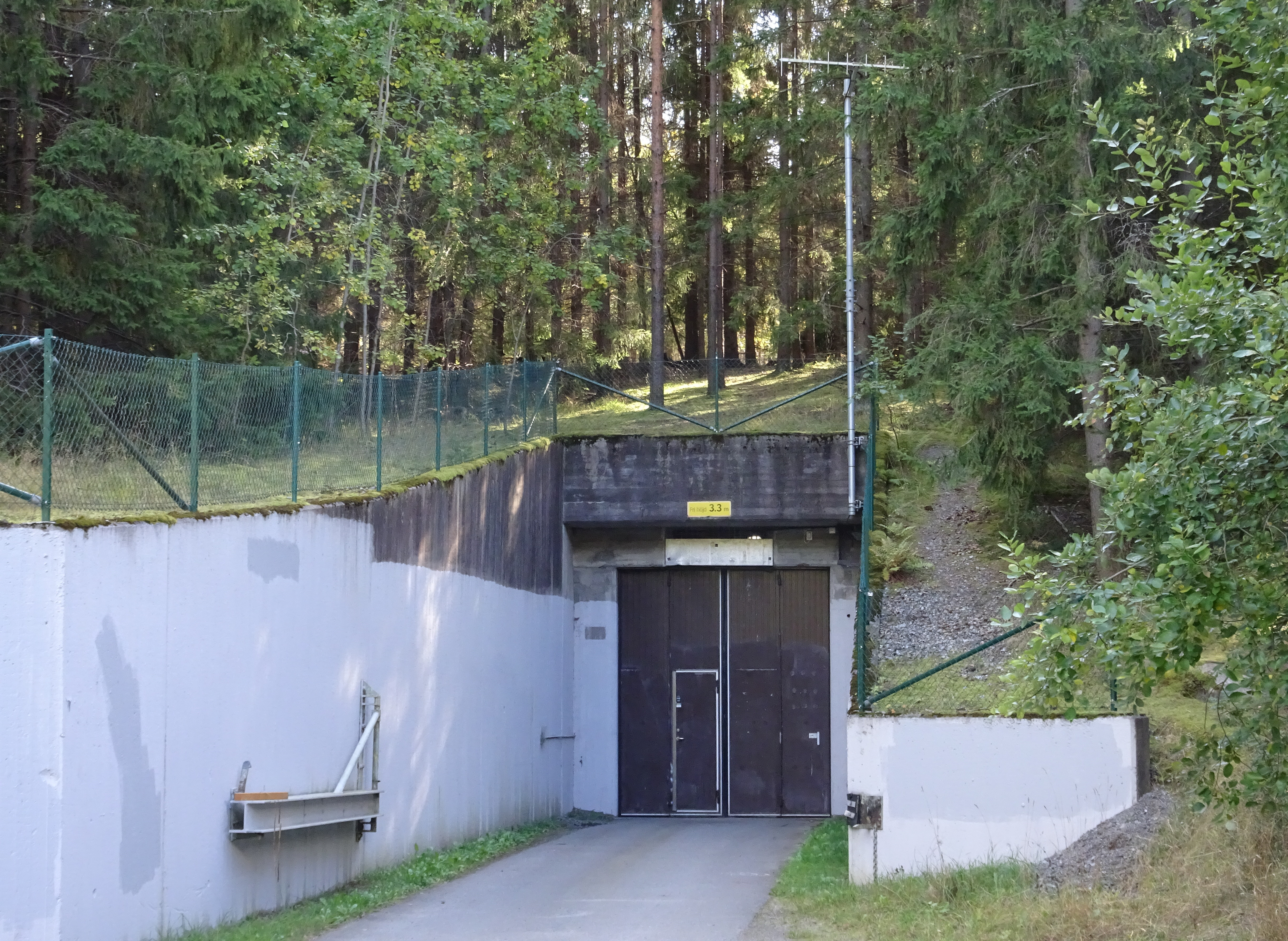
Infart till bergrummet under Kattrumpsbacken.
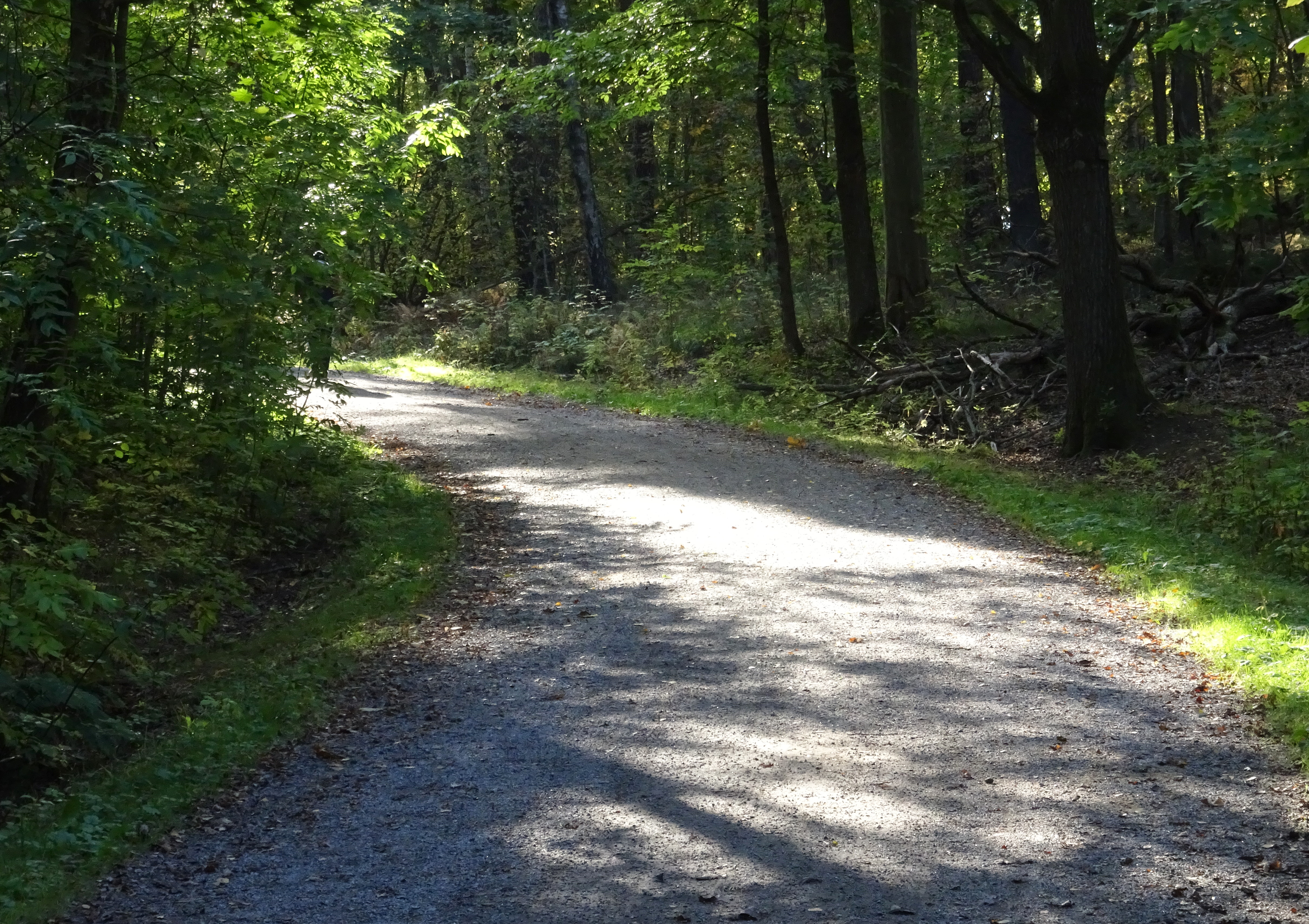
Uggleviksvägens avsnitt över Kattrumpsbacken.
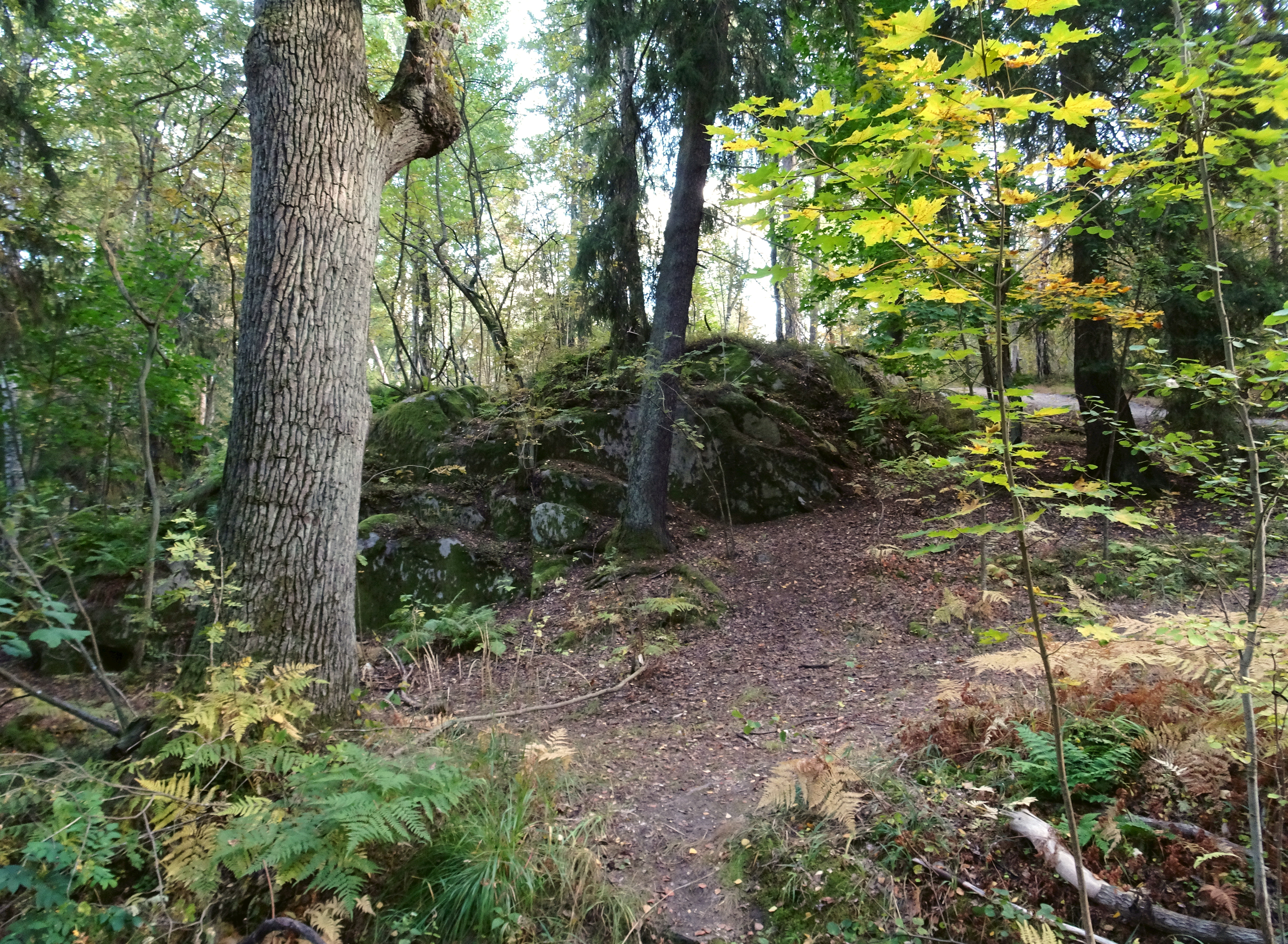
Kattrumpsbacken, natur.
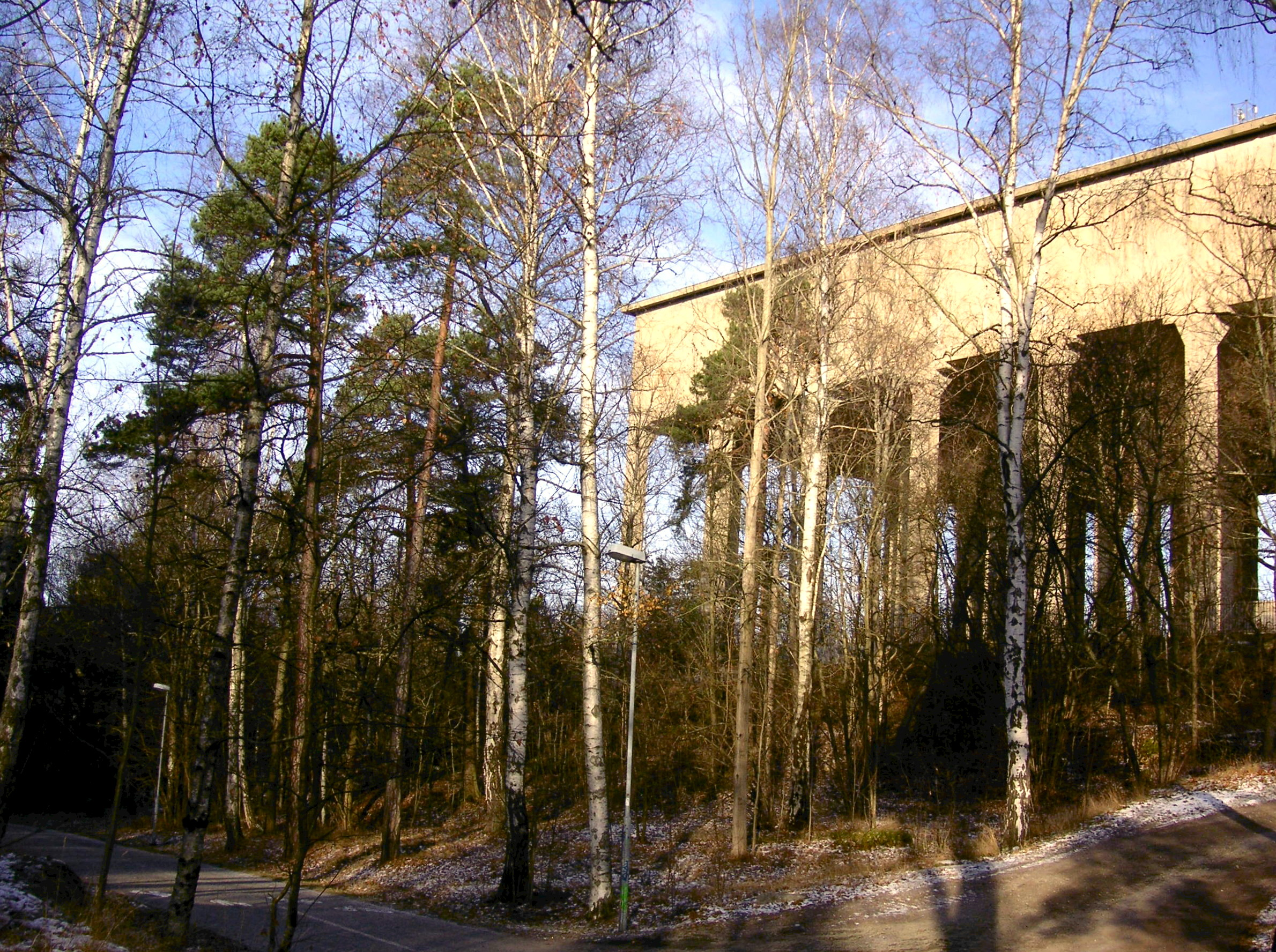
Uggleviksreservoaren uppe på Kattrumpsbacken.

### Noter

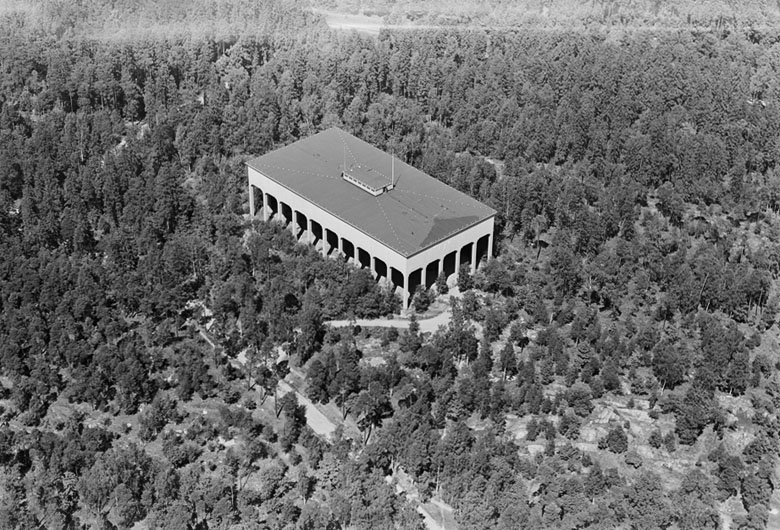
Kattrumpsbacken från ovan med Uggleviksreservoaren, 1968.